# Oberkassel (Bonn)
Oberkassel (letteralmente «Kassel di Sopra», in contrapposizione alla vicina Niederkassel – «Kassel di Sotto») è un quartiere della città tedesca di Bonn, appartenente al distretto di Beuel.